# Puška 88
Puška 88 (Gewehr 88; Kommissionsgewehr) je opakovací puška, která byla přijata do výzbroje německé armády v listopadu 1888. Armáda zadala konstrukci zbraně pruské armádní zkušební komisi. Zadáním bylo vytvořit zbraň pro nový německý náboj M88 s bezokrajovou nábojnicí a výmetnou náplní z bezdýmného prachu. Konstrukce vycházela z pušky Mauser 1871, odkud byl převzat především závěr. K zásobování náboji byl použit rámeček podobně jako u pušek Mannlicher.

## Historie

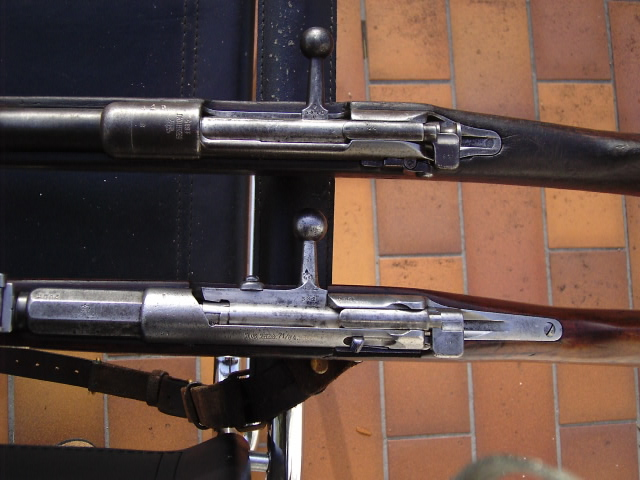
Závěr pušky 71/84 (dole, Mauser) a 88 (nahoře, Schlegelmilch)

Na tuto pušku byly přezbrojeny zhruba do srpna 1890 všechny prvosledové jednotky německé armády. Od léta 1890 se objevilo několik nehod, které byly vyhodnoceny jako konstrukční chyba. Za určitých okolností mohlo při nesprávné manipulaci a rychlém znovunabíjení dojít k nevytažení nevystřeleného náboje a následně jej iniciovat střelou nového náboje. Chybu se nepodařilo odstranit a proto bylo na tuto eventualitu jen upozorňováno při výcviku.
U jednotek bylo zjištěno, že dochází k velkému opotřebení vývrtu. Toto opotřebení bylo důsledkem příliš těsného vývrtu. Proto byla u všech zbraní ve výzbroji prohloubena drážka vývrtu z 0,1 mm na 0,15 mm a tyto zbraně byly značeny písmenem Z na pouzdru závěru. K této úpravě došlo v polovině devadesátých let.
Prvosledové jednotky byly později přezbrojovány na novou pušku vzor 98 u které byl použit nový náboj se špičatou střelou a lepšími balistickými charakteristikami. Tato střela měla v důsledku tvaru kratší část vedenou ve vodící části vývrtu hlavně. Proto byl vývrt pro nový náboj změněn. Armáda rozhodla provést stejnou úpravu vývrtu i u stávajících pušek 88 které byly ještě ve výzbroji. Takto upravené pušky mohou používat nový výkonnější náboj. Tyto pušky byly označeny na pouzdru závěru písmenem S.
Na pušce mimo úpravu vývrtu proběhla i modernizace, která umožnila mimo jiné nabíjení z pásků. Jednalo se o verzi zbraně značenou 88/05 a k úpravě došlo v letech 1906–1907. V letech 1915–1916 byla prováděna úprava na verzi značenou 88/14. Kvalita úpravy prováděná během války byla horší než původní předválečná úprava na verzi 88/05.

## Náboj

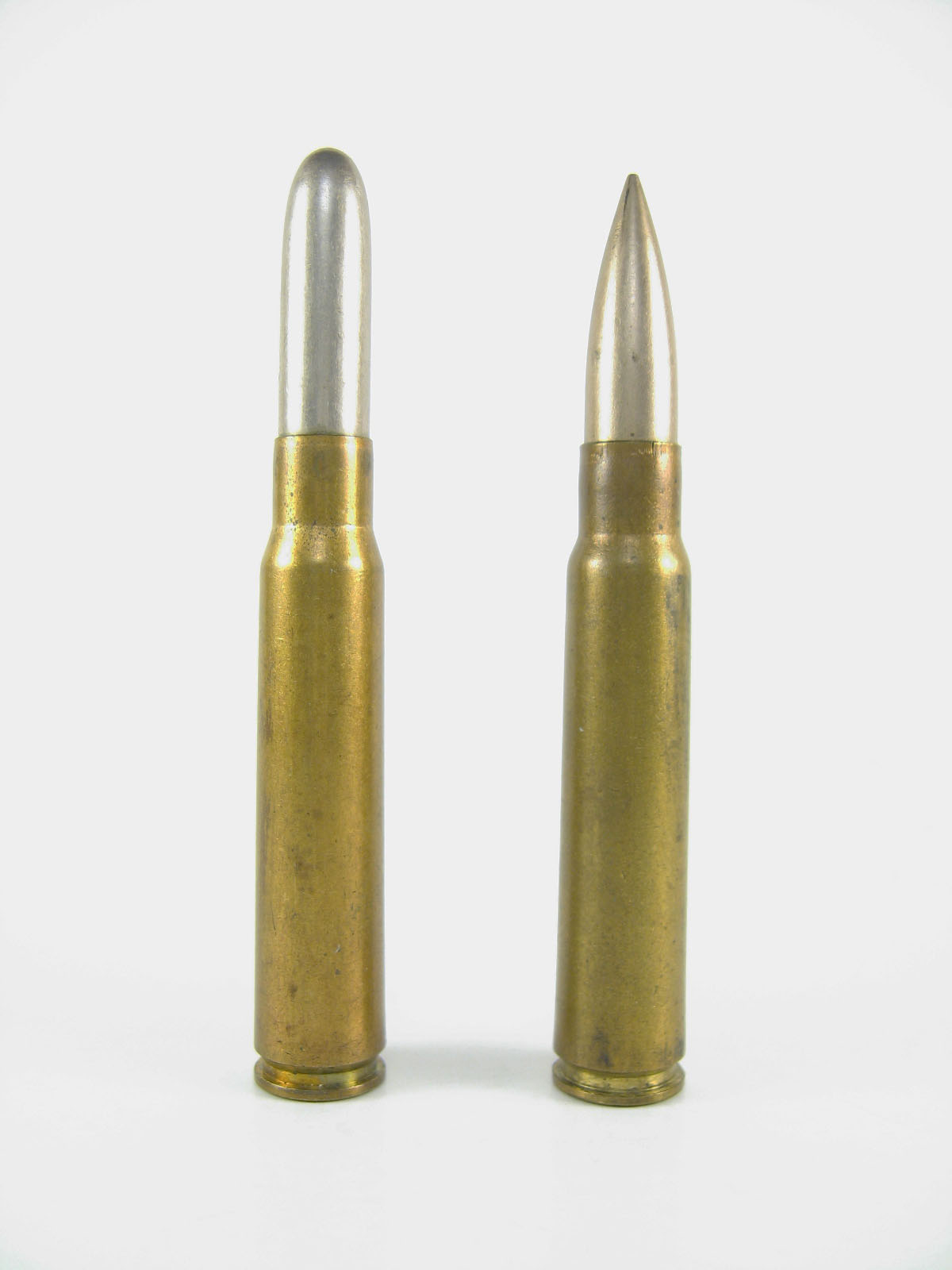
Náboj M/88 vzor 1888 (vlevo) spolu s nábojem 7,92 × 57 mm Mauser S vzor 1905

Prvním nábojem, pro který byla tato puška komorována, byl náboj M 88 (též označovaný 8×57 J). Průměr střely tohoto náboje je 8,08 mm. Střely měly 14,6 g (to je 226 grainů) a byly vpředu zakulacené. Výmetnou náplní byl jednosložkový bezdýmný střelný prach. Nábojnice byla bezokrajová s drážkou.
V roce 1905 byl použit nový náboj 7,92 × 57 mm Mauser, který obsahoval výkonnější dvousložkový bezdýmný prach a špičatou střelu o průměru 8,22 mm (0,323 palce) a hmotnosti 10 g. Během první světové války byla vytvořena varianta se střelou 12,8 g, která byla biogivální (vpředu a vzadu aerodynamicky tvarovaná).

## Varianty a značení
- Původní provedení pušky 88 je, pravděpodobně v důsledku použití prvků Mauserova závěru, označováno nesprávně Mauser 1888.[1] Konstruktér Mauser se této zbrani nepodílel.[3]
- Karabina 88. Zkrácená verze. Modifikované držadlo závěru.
- Vzor 91. Konstrukčně shodná s puškou 88. Viditelné rozlišení je hák u ústí hlavně.
- 88/04 a 88/15. Liší se především vývrtem hlavně umožňující použití modernizovaného náboje 8×57 JS.